# Dhikr
Dhikr, dzikr of dikr (Arabisch:ذکر ) (gedenking, vooral naar God toe) is binnen de islam een belangrijke vorm van meditatie, bestaande uit een religieus ritueel waarbij een woord of korte zin langdurig wordt herhaald. Dit kan zowel individueel als gezamenlijk uitgevoerd worden. Dit kan op elk moment van de dag plaatsvinden. Vooral binnen het soefisme is deze vorm van aanbidding sterk ontwikkeld, maar ook veel andere moslims besluiten hun salat met een vorm van deze vrijwillige bezinning.
Uitdrukkingen die voor dhikr worden gebruikt zijn Gods naam in het Arabisch, Allah of een van de andere Namen van God. Vaak gebruiken moslims een tasbih als hulpmiddel om deze Namen te noemen. Bepaalde conservatieve groepen, zoals de wahabieten, keuren het gebruik van een tasbih af, omdat Mohammed deze ook niet gebruikt zou hebben. De historische manier van tellen zou volgens overleveringen zijn door middel van de vingers. Men kan dan 33 maal subhan Allah (God zij geprezen), gevolgd door 33 maal al-hamdu-lillah (lof zij God) en besluiten met 33 maal Allahoe akbar (God is de grootste). Dit wordt gedurend een vast aantal keer of gedurende een vastgestelde tijd herhaald.
Drie veelvoorkomende vormen van dhikr binnen het soefisme zijn:
- Dagelijks en individueel na minimaal twee van de vijf dagelijkse gebeden;
- Gecontroleerde aandacht voor lichaam en ademhaling, bijvoorbeeld het uitspreken bij de inademing van Er bestaat geen andere godheid en bij de uitademing van dan God;
- Gemeenschappelijke dhikr, meestal op donderdagavond.

De Koran roept in soera De Nachtreis 110 op om God vaak met Zijn Namen aan te roepen. Volgens een Hadith heeft Mohammed ook gezegd de tong bevochtigd te laten zijn met de herinnering van God, waarmee de uitspraak van Gods Namen wordt benadrukt. De beste dhikr zou volgens een overlevering het eerste gedeelte van de sjahada zijn.
In het verleden werd dhikr ook gebruikt als het leger ten strijde trok.